# Європейська демократична партія Каталонії
Європейська демократична партія Каталонії (кат. Partit Demòcrata Europeu Català, PDeCAT) — політична партія Каталонії котра сповідує каталонський націоналізм, створена у липні 2016 року як правонаступник Демократичної конверґенції Каталонії.

## Історія
8 липня 2016 року відбувся останній з'їзд Демократичної конверґенції Каталонії. На з'їзді було вирішено створити нову партію. Президентом партії обрано Артура Маса. 
29 вересня 2016 року «Європейська демократична партія Каталонії» (Partit Demòcrata Europeu Català) була офіційно зареєстрована.
У 2017 році Вищий суд Каталонії, розглядаючи справу про проведення опитування про політичне майбутнє Каталонії, яке підтримала «Європейська демократична партія Каталонії», позбавив Артура Маса права займати державні та виборні посади протягом двох років, а також засудив його до штрафу в розмірі 36 500 євро.

## Світлини

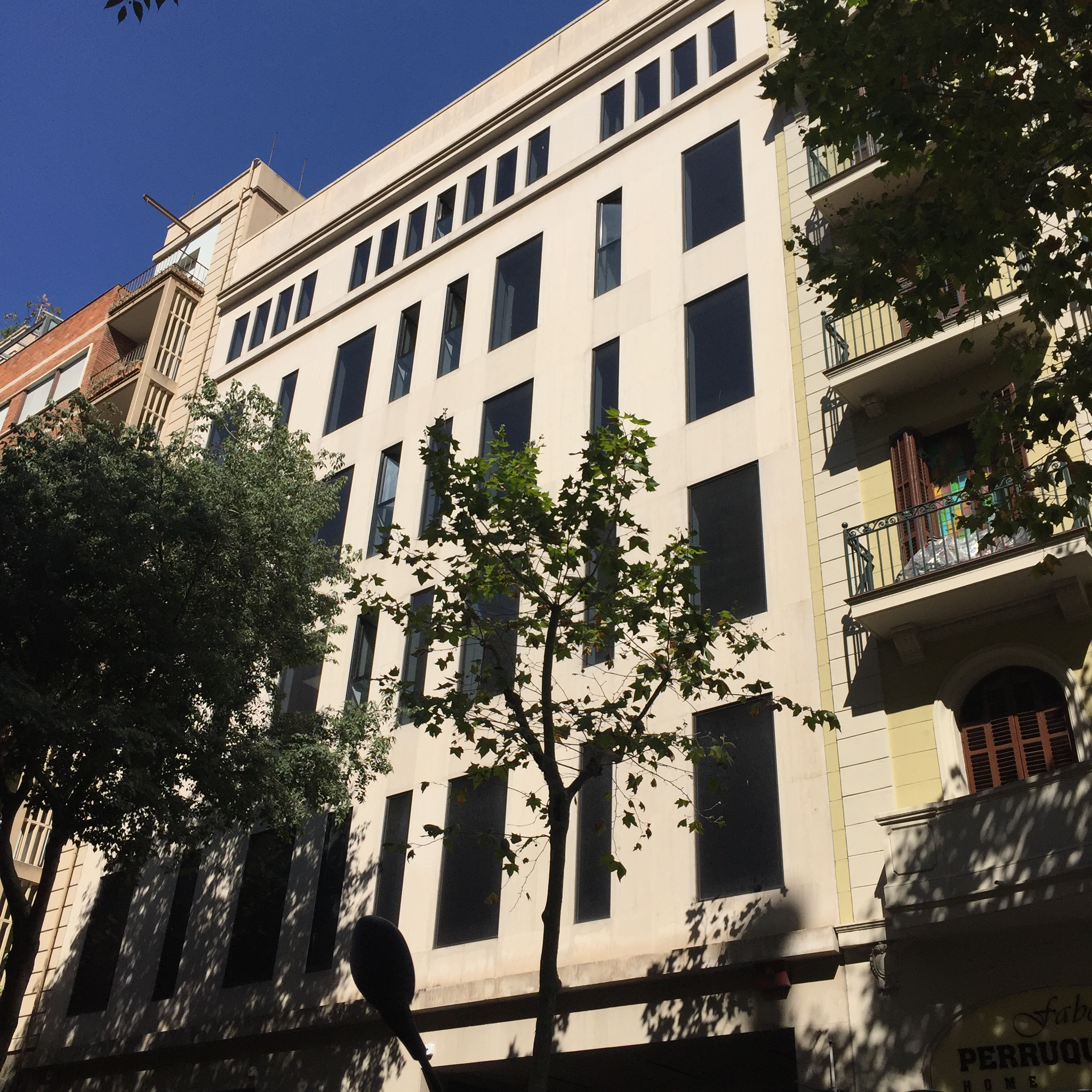
Штаб-квартира партії у Барселоні
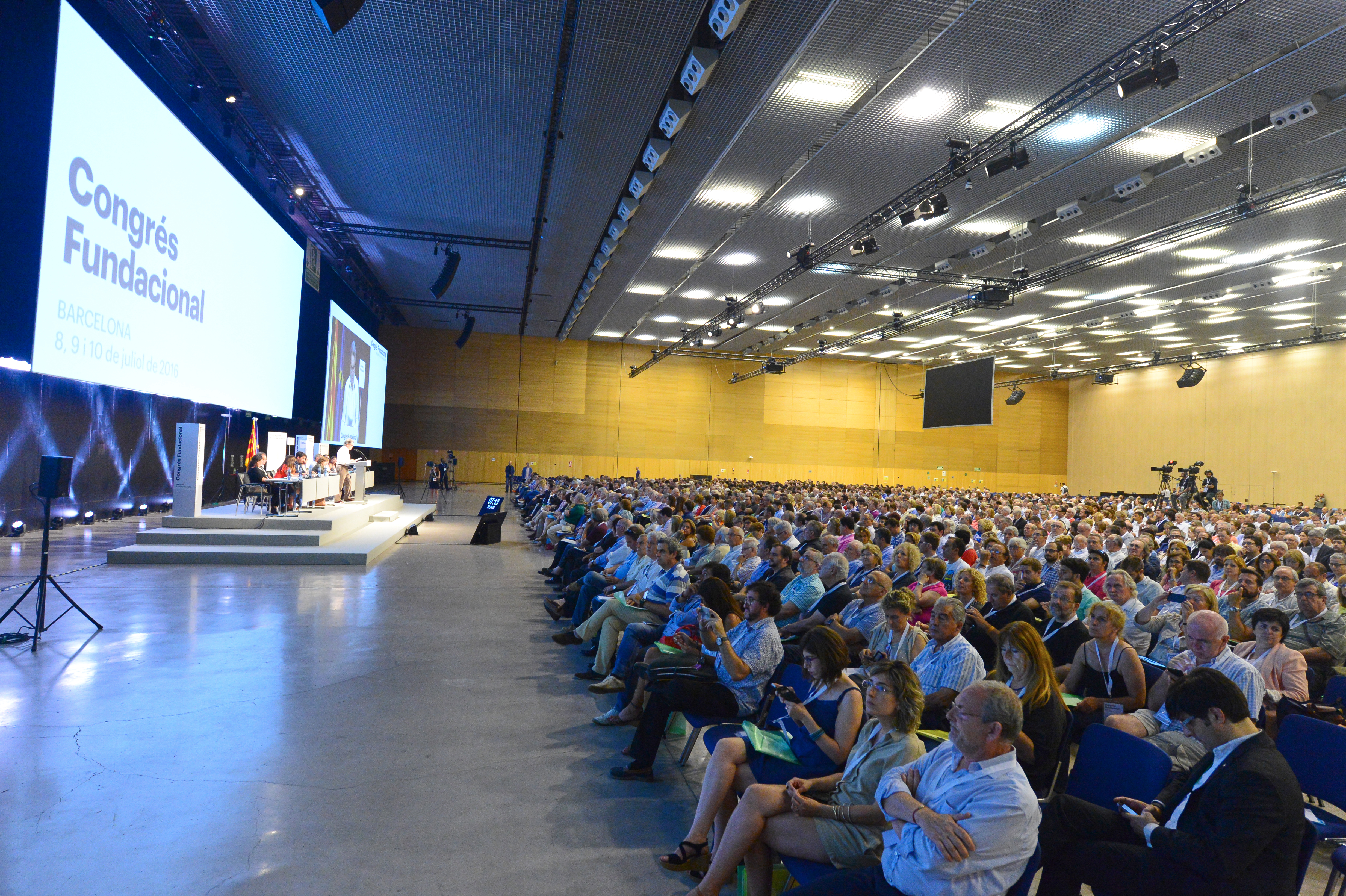
З'їзд Європейської демократичної партії Каталонії
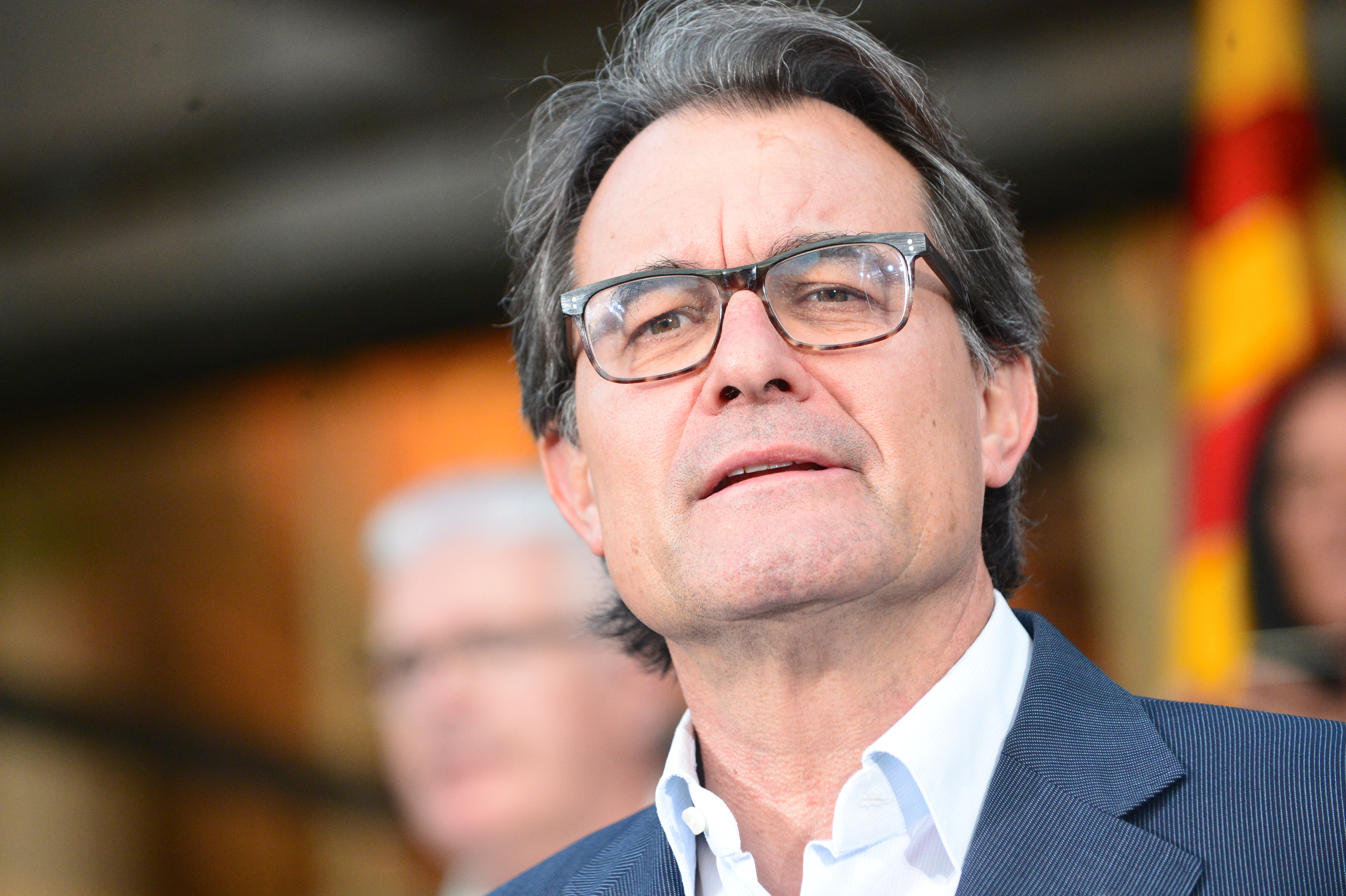
Лідер партії Артур Мас